# Манжерокское
Манжерокское озеро (Манжерок, алт. Манјӱрек) — озеро в Республике Алтай, расположено на террасе правого берега Катуни, на высоте 373 м над уровнем моря. Алтайское название озера — Доингол. Длина озера 1112 м, максимальная ширина 400 м, глубина — 2,5-2,8 м, площадь — 37,6 га. Одноимённое село расположено в 2 км от озера, на берегу реки Катунь. Рядом с озером находится село Озёрное. Озеро является памятником природы. Площадь поверхности — 0,37 км².
Питание озера осуществляется за счёт ручьёв, атмосферных осадков и грунтовых вод. Вода пресная и мягкая. Вода имеет грязно-зелёный цвет, невысокую прозрачность (60-180 см), температуру — 22 °C летом. По химическому анализу озеро относится к хлоридно-карбонатному типу. Дно озера сложено темно-серым озёрным илом.
Озеро можно назвать старицей Катуни.
Летом озеро хорошо прогревается. В 1966 году на озере проходил Фестиваль дружбы монголо-советской молодёжи. Озеро является популярным местом отдыха туристов. Многие турбазы организуют сюда экскурсии. С 2008 года рядом с озером Манжерок строится горнолыжный комплекс.
В августе 2023 года Сбербанк объявил о программе реновации озера для сохранения уникальной флоры.

## Флора и фауна

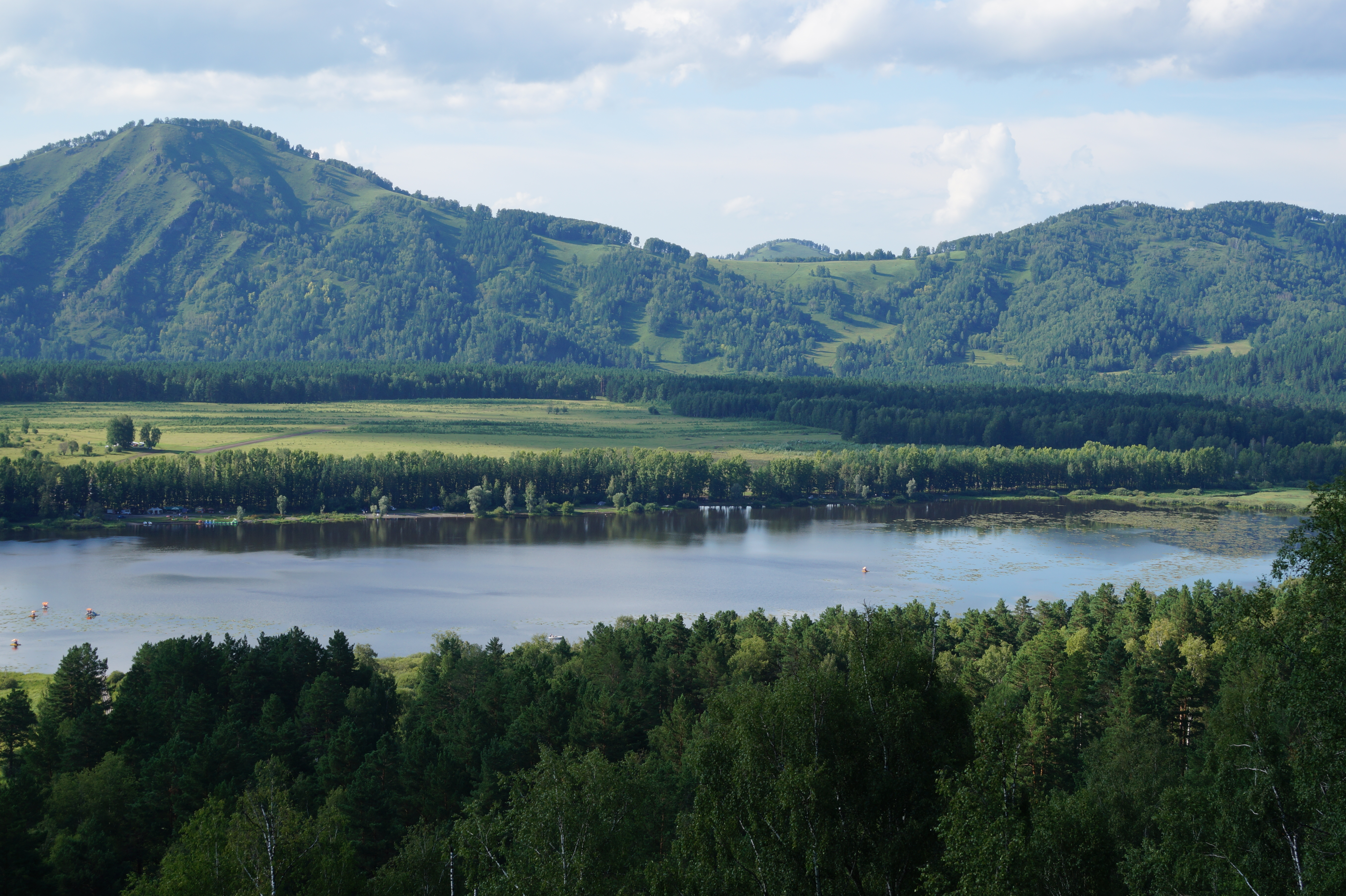
Озеро Манжерокское. Вид с подъемника

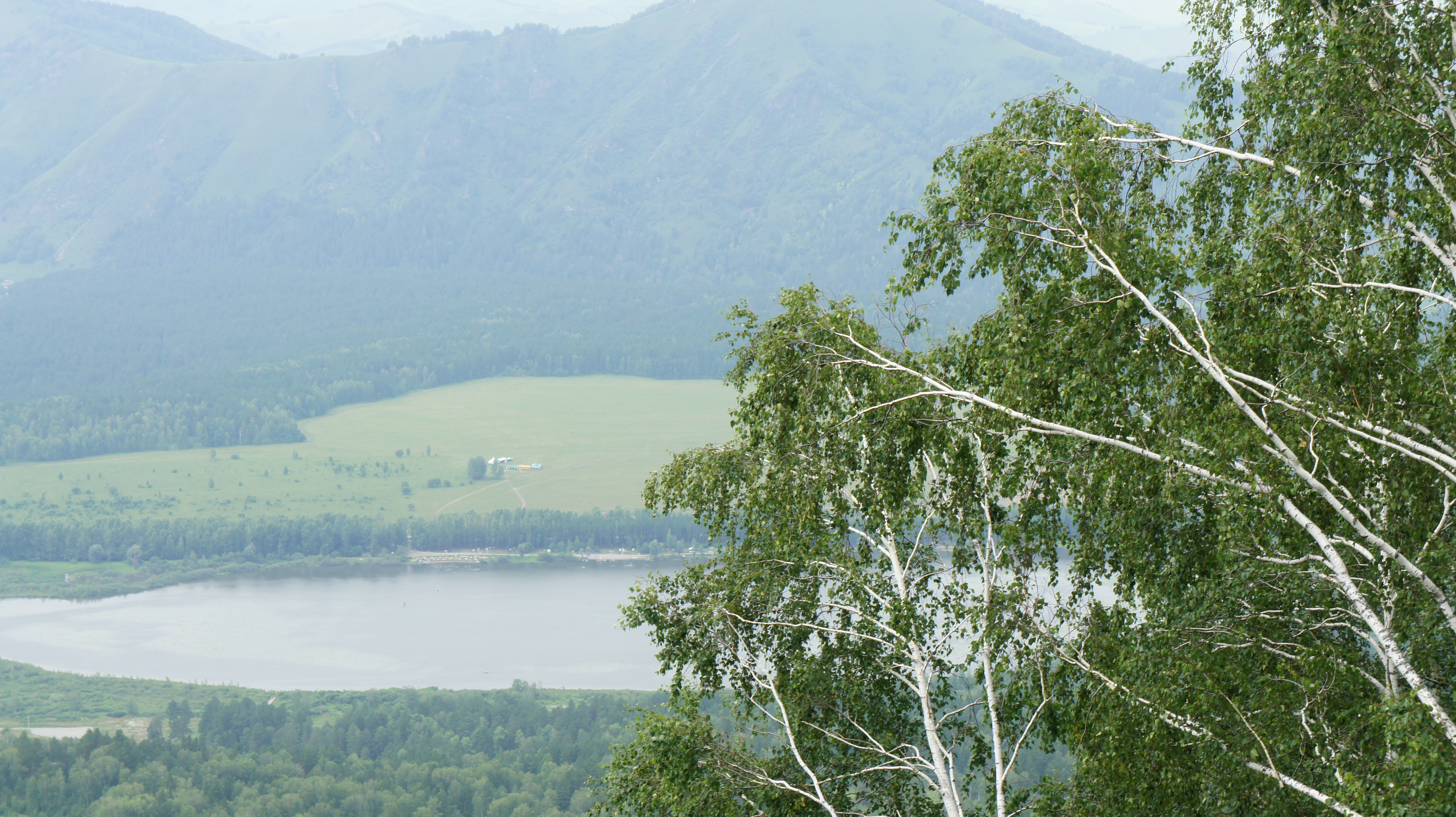
вид на озеро с кресельного подъемника

Вокруг озера гнездится множество видов птиц, некоторые из них занесены в Красную книгу.
В озере водятся карась, линь, окунь, карп и щука.
Озеро выделяется среди других водоёмов Горного Алтая большим разнообразием водных растений, всего 25 видов. Это эндемик — водяной орех гребенчатый (чилим), занесённый в Красную книгу (на грани уничтожения), рдест, водокрас обыкновенный, гидрилла мутовчатая, кувшинка чистобелая, кувшинка малая, тростянка приозерная.
Растительность восточного и юго-восточного склонов разнообразна: сосна, ель, пихта, берёза, жимолость, смородина, боярышник, маральник, крушина и др. Северо-восточные и юго-западные берега низменны и сильно заболочены. Из всей протяженности береговой линии лишь 500 м составляет твёрдый берег.

## В культуре
- Песня «Манжерок» Оскара Фельцмана на стихи Наума Олева, исполненная Эдитой Пьехой, стала шлягером, несмотря на то что была написана по специальному заказу к фестивалю дружбы монголо-советской молодёжи 1966 года.
- Фильм «Живёт такой парень»: герои на тридцать второй минуте проезжают посёлок Манжерок на грузовике.